# Futurepop
Futurepop is een muziekgenre dat rond 1999 ontstond en een combinatie is van synthpop, techno, trance en EBM. De bands die geassocieerd werden met het genre, gebruiken de term niet meer en distantiëren zich er zelfs van.

## Voorbeelden van futurepop
- Apoptygma Berzerk – Welcome to Earth
- Covenant – United States of Mind
- VNV Nation – Futureperfect